# Banco Federal Alemán
El Banco Federal Alemán (en alemán: Deutsche Bundesbank o  simplemente Bundesbank) es el banco central de Alemania, creado en 1957 para servir como banco central de la República Federal de Alemania. Forma parte del Eurosistema y del Sistema Europeo de Bancos Centrales.
El Bundesbank tiene filiales en cada uno de los estados federados alemanes. Desde la adopción del euro sus competencias principales han sido traspasadas al Banco Central Europeo (BCE), el banco central de la Unión Europea. Su sede está en Fráncfort del Meno, ciudad que a su vez es sede del BCE. El deutsche Bundesbank es el mayor accionista del Eurosistema, con un porcentaje de casi el 18%.

## Historia
Hasta 1945 el banco central alemán había sido el Reichsbank, que había sido creado con la Unificación alemana y que fue disuelto por los Aliados tras el final de la Segunda Guerra Mundial. 
En 1948, Estados Unidos y Reino Unido llevaron a cabo una reforma monetaria en sus zonas de ocupación, estableciendo el Marco alemán en 1948 y un año después el Bank deutscher Länder. Esta entidad inicialmente fue independiente del gobierno federal de la Alemania occidental. Todo este proceso se vio completado en 1957 con la fundación del Deutsche Bundesbank, tal y como venía recogido en la Ley Fundamental para la República Federal de Alemania.
La redacción de la Ley del banco central de Alemania (Bundesbankgesetz) se inició el 26 de julio de 1957 y se terminó el 1 de agosto de ese mismo año. Por la misma, el Bundesbank es responsable del Bank deutscher Länder, los antiguamente independientes Landeszentralbank y del Banco central de Berlín, y desde 1950 a 2001 el encargado del Geldausgabe. Con la introducción del Euro, la Souveränität de la política monetaria reside en el BCE (Europäische Zentralbank).
En 1990, tras la reunificación alemana, el Banco federal alemán heredó las competencias del Staatsbank der DDR, en la desaparecida República Democrática Alemana (RDA).

### Organismos
Hasta la transferencia al Banco Central Europeo en 2001 de la soberanía monetaria, el Bundesbank tenía tres organismos. El Zentralbankrat era el organismo supremo del Bundesbank. Consistía en:
- La dirección, compuesta por el presidente, el vicepresidente y otros seis miembros. Estas ocho personas fueron elegidas por el gobierno federal.

- Nueve presidentes de los bancos centrales del país, elegidos por la Cámara de Representantes

La dirección era el órgano geschäftsführende del banco, mientras que todas las decisiones monetarias residían en la Zentralbankrat.
El Deutsche Bundesbank sigue existiendo. Sus nuevas tareas se reasignaron con la séptima ley sobre el cambio en las "Leyes sobre el banco central de Alemania" del 30 de abril de 2002.

## Presidentes del Bundesbank
| Periodo         | Presidente              |
| --------------- | ----------------------- |
| 1958–1969       | Karl Blessing           |
| 1969–1977       | Karl Klasen             |
| 1977–1979       | Otmar Emminger          |
| 1980–1991       | Karl Otto Pöhl          |
| 1991–1993       | Helmut Schlesinger      |
| 1993–1999       | Hans Tietmeyer          |
| 1999–2004       | Ernst Welteke           |
| 2004            | Jürgen Stark (interino) |
| 2004–2011       | Axel A. Weber           |
| 2011-2021       | Jens Weidmann           |
| 2022 - presente | Joachim Nagel           |